# 卡斯塔内
卡斯塔内（法語：Castanet）是法国阿韦龙省的一个市镇，位于该省中西部，属于罗德兹区。该市镇的总面积为30.42平方公里，2009年时的人口为513人。

## 人口
卡斯塔内人口变化图示
| 数据来源：INSEE |